# Deborah Danz
Deborah Danz (* 6. Februar 1993 in Düsseldorf) ist eine deutsche Tennisspielerin.

## Karriere
Danz begann mit fünf Jahren das Tennisspielen und ihr bevorzugter Spielbelag ist der Hartplatz. Nach vielen Bezirksmeisterschaftstiteln und Verbandstiteln in der frühen Jugend, nahm Danz 2008 erstmals an einem ITF-Junioren-Turnier in Offenbach teil. Ihre größten Erfolge bei Juniorenturnieren feierte sie 2008 beim Danish Junior Cup 2008 in Aarhus, wo sie das Finale erreichte, und beim Mera Cup in Warschau, wo sie im Einzel und Doppel das Halbfinale erreichen konnte. Im Juni 2010 erreichte sie mit Platz 275 ihre höchste Platzierung in der Juniorenweltrangliste.
Im ITF Pro Circuit trat sie in der Qualifikation zu 11 Turnieren an, 7 Mal allein im Jahr 2010, konnte aber nie die Hauptrunde erreichen.
In der Saison 2008 und 2009 war Danz in der Bundesligamannschaft des TC Benrath gemeldet und feierte mit der Mannschaft zwei deutsche Meistertitel.